# Anton Schütz (Politiker)
Anton Schütz (* 20. Oktober 1861 in Camberg; † 27. Januar 1919 in Oberlahnstein) war ein deutscher Politiker und Abgeordneter des Provinzial- und Kommunallandtages (ab 1915).

## Leben
Schütz wurde als Sohn eines Metzgers geboren und studierte Rechtswissenschaften in Bonn und Freiburg im Breisgau, wo er 1881 Mitglied der Bonner Burschenschaft Frankonia und der Freiburger Burschenschaft Alemannia wurde. Ab 1894 war er bis 1904 Bürgermeister in Eltville am Rhein, dann bis 1919 Bürgermeister in Oberlahnstein. Seit 1905 gehörte er dem Kreistag des Kreises St. Goarshausen an und war ab 1915 Abgeordneter des Provinzial- und Kommunallandtages sowie des Kreisausschusses. Er war im Vorstand des nassauischen Städtetages und im Gewerbeverein von Oberlahnstein.